# Mospyne
Mospino
Mospyne (en ukrainien : Моспине) ou Mospino (en russe : Моспино) est une ville minière de l'oblast de Donetsk, en Ukraine. Sa population s'élevait à 10 806 habitants en 2013.

## Géographie
Mospyne est située sur la rivière Hrouzka, un affluent du fleuve côtier Kalmious qui se jette ensuite dans la mer d'Azov, plus au sud. Elle se trouve à 23 km au sud-est de Donetsk.

## Histoire
La localité est fondée en 1800 : c'est d'abord un village du nom de Makhorovka (Махоровка). Mospyne reçoit le statut de ville en 1938.

## Population
Recensements (*) ou estimations de la population :
| 1939*  | 1959*  | 1970*  | 1979*  | 1989*  |
| ------ | ------ | ------ | ------ | ------ |
| 14 986 | 18 002 | 16 955 | 14 638 | 13 494 |

| 2001*  | 2010   | 2011   | 2012   | 2013   |
| ------ | ------ | ------ | ------ | ------ |
| 11 736 | 10 827 | 10 753 | 10 741 | 10 806 |

## Économie
L'économie de Mospyne repose sur l'exploitation du charbon (mine « Mospynska ») et sur une usine d'équipements miniers fondée en 1946 : Mospynskyi remontno-mekhanitchnyi zavod (en ukrainien : Моспинський ремонтно-механічний завод). Plusieurs entreprises du secteur agroalimentaire complètent l'industrie locale.